# Barathronus solomonensis
Barathronus solomonensis är en fiskart som beskrevs av Nielsen och Møller 2008. Barathronus solomonensis ingår i släktet Barathronus och familjen Aphyonidae. Inga underarter finns listade.